# Дисненский замок

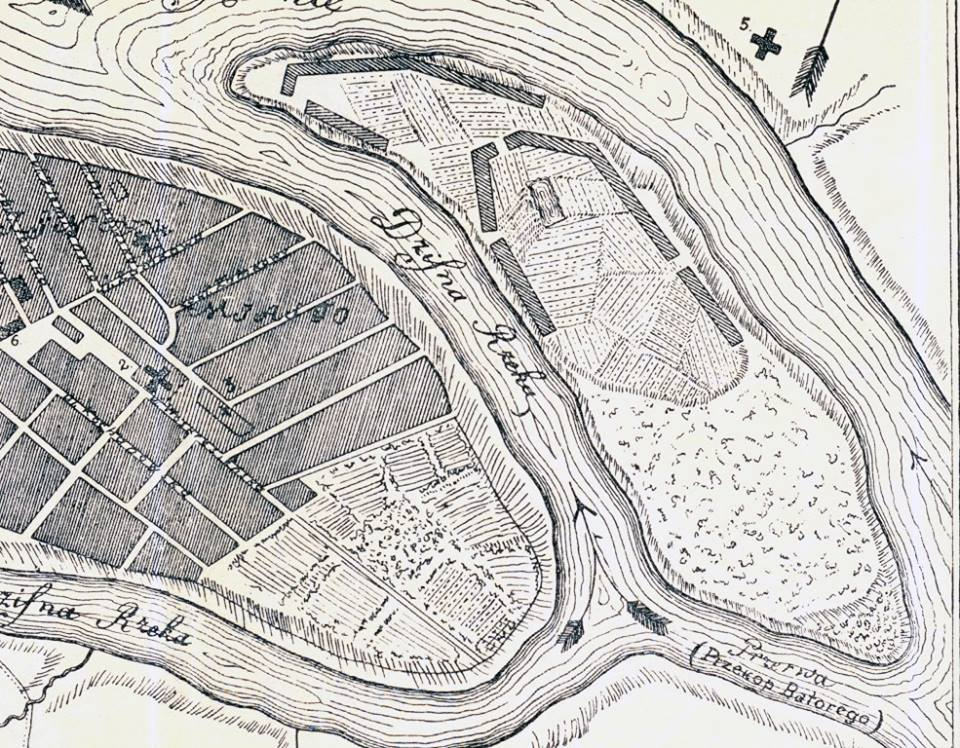
Дисненский замок на плане XVIII в.

Дисненский замок — замок, существовавший в XIV—XVIII веках. Располагался на острове Замок около стоков Дисны и Западной Двины в Миорском районе Витебской области.

## История
В хрониках Ливонского ордена упоминается около 1374/1377 года. В XIV-начале XV века выполнял роль форпоста Полоцка на Западной Двине. После Грюнвальдской битвы потерял стратегическое значение. Во время Ливонской войны 1558-83 пришел в упадок. 25 июля 1654 года был занят русскими войсками. Замок был быстро восстановлен. В 1655 году имел 14 башен, около 40 орудий. 10 апреля 1660 года занят войсками ВКЛ. Уничтожен в начале XVIII века во время Северной войны.